# Witali Walerjewitsch Durkin
Witali Walerjewitsch Durkin (russisch Виталий Валерьевич Дуркин, englische Transkription Vitalij Durkin; * 2. September 1979 in Nowosibirsk, Russische SFSR, UdSSR) ist ein russischer Badmintonspieler.

## Karriere
Witali Durkin erkämpfte sich 2004 seinen ersten nationalen Titel, hatte zuvor aber bereits im Jahr 2000 Bronze bei den Weltmeisterschaften der Studenten gewonnen. Außerhalb Russlands war er unter anderem bei den Italian International, Belgian International, Scottish Open, Welsh International und Finnish International erfolgreich.